# قانصة غواصات
قانصة غواصات هي سفينة بحرية صغيرة مصممة خصيصاً للحرب المضادة للغواصات. وجدت العديد من قانصات الغواصات الأمريكية التي خدمت خلال الحرب العالمية الأولى طريقها إلى دول الحلفاء عبر قانون الإعارة والتأجير إبان الحرب العالمية الثانية.

## طرازات قانصات الغواصات
صُممت قانصات الغواصات التابعة للبحرية الأمريكية خصيصاً لتدمير الغواصات الألمانية إبان الحرب العالمية الأولى، والغواصات اليابانية والألمانية إبان الحرب العالمية الثانية. كان تصميم قانصات الغواصات الصغيرة من فئة إس سي-1 التي يبلغ ارتفاعها 110 قدماً (34 متراً) يرجع للتصميم المستخدم خلال الحرب العالمية الأولى وقد حملت رمز الهيكل (SC) اختصارة لـ(Submarine Chaser، قانصة غواصات). وكان سلاحها الرئيسي هو قنابل الأعماق. كما سُلحت برشاشات آلية ومدافع مضادة للطائرات. أما فئة إس سي-497 ذات الحجم المماثل فقد بُنيت خلال الحرب العالمية الثانية. كما اُستخدمت خلال نفس الحرب قانصات غواصات أكبر حجماً والتي بلغ ارتفاعها 173 قدماً (53 متراً) وهي فئة بي سي-461 والتي حملت رمز الهيكل (PC) اختصارة لـ(لـ Patrol ،Coastal).
فئات القانصات التي بُنيت:
- 438 قانصة غواصات فئة إس سي-497 (98 طن، ذات بدن خشبي)
- 343 قانصة غواصات فئة بي سي-461 (450 طن، ذات بدن فولاذي)
- 68 مركبة دورية فئة بي سي إي-842 (850 طن، ذات بدن فولاذي)
  - استُخدمت في دور مماثل كقانصة غواصات
- 123 كاسحة ألغام من فئة أدميرابول
  - اعتمد أساس تصميمها على فئة بي سي إي-842
  - جُهزت بقدرات كبيرة مضادة للغواصات وعملت كسفن حراسة
- 95 كاسحة ألغام من فئة أوك (890 طن، بدن فولاذي)
  - اعتمد تصميمها على فئة أدميرابول السالفة
- 481 كاسحة ألغام فئة واي إم إس-1 (270 طن، بدن خشبي)

وقع اختيار الأميرالية البريطانية على شركة إليكتريك لاونش الأمريكية في أوائل 1915، لإنتاج 50 زورق موتور لاونش للعمل في الحرب المضادة للغواصات، بينما كانت الصناعة البريطانية تعمل بأقصى طاقتها. ارتفع هذا الطلب في النهاية بمقدار 530 زورق. اكتمل الطلب بأكمله بحلول نوفمبر 1916، ودخلت الزوارق خدمة البحرية الملكية. كان طول الزوارق 80 قدماً (24 متراً) وقادرة على الإبحار بسرعة 20 عقدة (37 كم/ساعة). وكانت مسلحة بمدفع 3 رطل، وجرافات ألغام [الإنجليزية] مقطورة لمهاجمة الغواصات، كما سُلحت بقذائف الأعماق في وقت لاحق. بُنيت طرازات زوارق موتور لاونش إضافية مثل فايرمايل إيه [الإنجليزية] وفيرمايل بي [الإنجليزية] وفئات أخرى خلال الحرب العالمية الثانية.

## خدمتها الحربية
عملت قانصات الغواصات البريطانية حول السواحل لحمايتها. ومع ذلك، كانت متعبة ورطبة وغير مناسبة لمناخ البحار البريطانية.[بحاجة لمصدر] على الرغم من استخدامها خلال الحرب العالمية الأولى، فقد بيعت عند انتهاء الحرب.
استخدم خفر السواحل الأمريكي قانصات الغواصات في الغالب خلال الحرب العالمية الثانية لتدمير الغواصات الألمانية التي كانت متمركزة قبالة سواحل الولايات المتحدة والتي كانت تحاول إغراق القوافل التجارية أثناء مغادرتها المواني الأمريكية. كما استُخدمت خلال عمليات الإنزال البرمائي والبريد السريع والحراسة في مسرح عمليات المحيط الهادئ.
نُقلت ثمانية زوارق بريطانية من طراز فيرمايل بي موتور من كندا إلى الولايات المتحدة خلال الحرب العالمية الثانية، وتضمنت فئة إس سي-1466 كقانصات.
كان لدى البحرية الإمبراطورية اليابانية حوالي 250 من قانصات الغواصات إبان الحرب العالمية الثانية، تألفت أساساً من حوالي 200 قانصة مساعدة من الفئة 1 [الإنجليزية]. نجت بعضها لتخدم في قوة الدفاع الذاتي البحرية اليابانية بعد الحرب..
نقلت الولايات المتحدة سراً 32 قانصة غواصات تابعة للبحرية الأمريكية إلى الاتحاد السوفيتي ضمن مشروع هولا، بين 26 مايو و2 سبتمبر 1945، وشهد بعضها العمل في البحرية السوفيتية خلال العمليات العسكرية السوفيتية ضد اليابانيين بين 9 أغسطس و2 سبتمبر 1945 وأُلغي نقل 24 آخرين عندما توقفت عمليات النقل في 5 سبتمبر 1945، بعد ثلاثة أيام من استسلام اليابان. أخرج الاتحاد السوفيتي جميع قانصات الغواصات الـ32 المنقولة من الخدمة أو دمرها قبالة سواحله باتفاق متبادل بين البلدين بين عامي 1954 و1960..

## ما بعد الحرب
بنى الاتحاد السوفيتي 227 قانصة غواصات من طراز كرونشتادت في العقد الذي تلا الحرب العالمية الثانية مباشرة، ظل بعضها في الخدمة الفعلية حتى التسعينيات. أدت التطورات السريعة في تقنيات الغواصات منذ الحرب العالمية الثانية إلى غياب دور قانصات الغواصات التي عفا عليها الزمن حالياً، حيث استبدلتها الطرادات والفرقاطات والمدمرات.

## المتبقيات
القانصة الوحيدة المتبقية من الحرب العالمية الثانية هي هيترا التابعة للبحرية النرويجية، وتعتبر متحف متجول حالياً. وهناك إحدى قانصات الغواصات من طرازات الحرب العالمية الثانية بُنيت في 1953، باسم بي سي 1610 في الأصل، وتخصغ للترميم في هولندا باسم لو فوغو.

## وصلات خارجية
- Subchaser Archives a site dedicated to US World War I subchasers.
- Subchasers at Ships of the U.S. Navy, 1940–1945